# Luis García Tevenet
Luis García Tevenet (Sevilla, España, 8 de mayo de 1974) conocido simplemente como Tevenet, es un entrenador y exfutbolista español. Actualmente es ayudante en el cuerpo técnico de Diego Pablo Simeone en el Atlético de Madrid de la Primera División de España.

## Trayectoria
Formado en la cantera del Sevilla F. C., llegó al primer equipo en 1993. Posteriormente marchó al Atlético de Madrid, inicialmente en su filial y posteriormente en el primer equipo. La falta de continuidad le hizo iniciar un periplo por primera y segunda división, primero con cesiones para posteriormente desligarse totalmente. En esos años pasa por U. D. Las Palmas, en dos periodos, de nuevo Sevilla F. C., Poli Ejido, Algeciras C. F., C. D. Numancia, U. E. Lleida y por último Orihuela C. F., donde, a finales del año 2008, el futbolista decidió retirarse para desempeñar la función de entrenador del propio club oriolano.
Como entrenador ha ejercido, además de en Orihuela, en el Jerez Industrial Club de Fútbol, tan solo cuatro partidos durante el mes de diciembre de 2009, de 2.º entrenador del Sevilla Fútbol Club, en el Club Deportivo San Roque de Lepe, en UCAM Murcia Club de Fútbol, en el Fútbol Club Cartagena y en la Sociedad Deportiva Huesca con la que consiguió el ascenso a Segunda División.
La temporada 2016-17 se hizo cargo del banquillo del Hércules de Alicante en Segunda División B. El 5 de marzo de 2017 fue destituido. En el verano de 2017 firmó por una temporada por el filial del Sevilla en la que sería su segunda etapa en los banquillos sevillistas, después de estar como segundo entrenador de Antonio Álvarez en 2010. Tras el descenso del filial, no renovó con un equipo al que había hecho debutar hasta a 14 canteranos en Segunda división.
En julio de 2018 fichó por el Atlético Levante, filial del Levante U. D., de la Segunda División B. En diciembre de 2020 fue destituido en la que era su tercera temporada en el banquillo. En junio de 2021 fichó por el Atlético de Madrid "B", de la Tercera División RFEF. En la primera temporada consiguió el ascenso a Segunda División RFEF. En la siguiente temporada sumó un segundo ascenso, en esta ocasión a Primera División RFEF.
En la temporada 2023-24 dejó al filial rojiblanco en un meritorio puesto 9.º de la Primera Federación. Al terminar la temporada dejó el banquillo del Atlético de Madrid "B" para pasar a ser ayudante de Diego Simeone en el primer equipo.

## Clubes

### Como jugador
| Club               | País   | Año       |
| ------------------ | ------ | --------- |
| Sevilla Atlético   | España | 1992-1993 |
| Sevilla F. C.      | España | 1993-1997 |
| Atlético "B"       | España | 1997-1999 |
| Atlético de Madrid | España | 1998-1999 |
| U. D. Las Palmas   | España | 1999-2000 |
| Sevilla F. C.      | España | 2000-2001 |
| U. D. Las Palmas   | España | 2001-2002 |
| Poli Ejido         | España | 2002-2003 |
| Algeciras C. F.    | España | 2003-2004 |
| C. D. Numancia     | España | 2004-2006 |
| U. E. Lleida       | España | 2006-2007 |
| Orihuela C. F.     | España | 2007-2009 |

### Como entrenador
| Club                           | País   | Año       |
| ------------------------------ | ------ | --------- |
| Orihuela C. F.                 | España | 2008-2009 |
| Jerez Industrial               | España | 2009      |
| Sevilla F. C. (2.º entrenador) | España | 2010      |
| C. D. San Roque                | España | 2011-2012 |
| UCAM Murcia                    | España | 2012-2013 |
| F. C. Cartagena                | España | 2013-2014 |
| S. D. Huesca                   | España | 2014-2016 |
| Hércules de Alicante           | España | 2016-2017 |
| Sevilla Atlético               | España | 2017-2018 |
| Atlético Levante               | España | 2018-2020 |
| Atlético de Madrid "B"         | España | 2021-2024 |
| Atlético de Madrid (ayudante)  | España | 2024-     |